# Clinton Davies
Clinton Davies (ur. 2 sierpnia 1982) – nowozelandzki zapaśnik walczący w obu stylach. Zajął 29. miejsce na mistrzostwach świata w 2013. Dziesięciokrotny medalista mistrzostw Oceanii w latach 2009 – 2014. Brązowy medalista mistrzostw Wspólnoty Narodów w 2009 i 2011 roku.